# Klaus-Groth-Preis
Der Klaus-Groth-Preis ist ein niederdeutscher Literaturpreis für Lyrik und geht auf den bekannten Lyriker und Schriftsteller Klaus Groth zurück. Er ist aktuell mit 3000 Euro dotiert.
Ein erster Preis dieses Namens wurde 1939 wenige Monate vor Beginn des Zweiten Weltkrieges von der Vereinigung Niederdeutsches Hamburg und dem Westfälischen Heimatbund gestiftet. Der Preis sollte alle zwei Jahre in Höhe von 1000 Reichsmark vergeben werden und zugleich den Namenspatron, den Schöpfer des „Quickborn“, ehren. Die erste Verleihung erfolgte im Rahmen der Feierlichkeiten zum 120. Geburtstag von Klaus Groth (1819–1899) an die sauerländische Mundartdichterin Christine Koch.
Von 1956 bis 1984 wurde der Preis von der Alfred Toepfer Stiftung F. V. S. vergeben und später alle zwei oder drei Jahre von der Stadt Heide. 1984 wurden die sechs niederdeutschen Preise der Stiftung, darunter der Richard-Ohnsorg-, der Fritz-Stavenhagen- und der Hans-Böttcher-Preis zum Fritz-Reuter-Preis zusammengefasst.
Im Jahr 2004 wurde der Preis als „Klaus-Groth-Preis der Stadt Heide“ vom niederdeutschen Autor Karl-Heinz Groth aus Goosefeld neu aufgelegt.

## Preisträger
- 1939: Christine Koch
- 1942: Hermann Claudius
- 1944: Moritz Jahn
- 1952: Berend de Vries und Heinrich Wienke
- 1956: Hermann Claudius
- 1958: Otto Tenne
- 1960: Carl Budich
- 1963: Norbert Johannimloh
- 1966: Johann Diedrich Bellmann
- 1968: Hans Ehrke
- 1971: Oswald Andrae
- 1975: Siegfried Kessemeier
- 1978: Peter Kuhweide
- 1981: Greta Schoon
- 1984: Aloys Terbille und Jürgen Kropp (Förderpreis, nur einmal vergeben)
- 2004: Willi Gerbode
- 2007: Jürgen Kropp für den Gedichtzyklus Afdanz
- 2009: Jürgen Heitmann für die Gedichte sotoseggen, tegenaan, tiedenwessel und koppheister[1]
- 2011: Birgit Lemmermann
- 2013: Jürgen Kropp für den Gedichtzyklus Ganz alleen. En Dodendanz
- 2015: Rainer Prüß
- 2019: Martha-Luise Lessing
- 2023: Gerd Constapel